# Masako Furuichi
Masako Furuichi (古市雅子 (Furuichi Masako?); Prefettura di Kumamoto, 20 ottobre 1996) è una lottatrice giapponese, campionessa iridata ai mondiali di Oslo 2021 nel torneo dei -72 kg.

## Palmarès
- Mondiali

Nur-Sultan 2019: bronzo nei -72 kg;
Oslo 2021: oro nei -72 kg;
- Mondiali

Nuova Delhi 2017: argento nei -75 kg;
Biškek 2018: bronzo nei -72 kg;
- Mondiali U23

Budapest 2019: oro nei -68 kg;